# Liste des genres de Poaceae
La liste des genres de Poaceae comprend environ 800 genres regroupant environ 12 000 espèces de graminées, parmi lesquelles figurent de nombreuses espèces ayant une grande importance économique, en particulier les céréales, les bambous et de nombreuses espèces de mauvaises herbes.

## Liste des genres

### SelonAngiosperm Phylogeny Website(21 mai 2010)[1]
- Haut – A
- B
- C
- D
- E
- F
- G
- H
- I
- J
- K
- L
- M
- N
- O
- P
- Q
- R
- S
- T
- U
- V
- W
- X
- Y
- Z

## A
- Aakia
- Aciachne
- Acidosasa
- Acostia
- Acrachne
- Acritochaete
- Acroceras
- Actinocladum
- Aegilops
- Aegilosecale
- Aegilotricale
- Aegilotriticum
- Aegopogon
- Aeluropus
- Afrotrichloris
- Agenium
- Agrocalamagrostis
- Agroelymus
- Agrohordeum
- Agropogon
- Agropyron
- Agropyropsis
- Agrositanion
- Agrostis
- Agrotrisecale
- Agrotriticum
- Aira
- Airopsis
- Alloeochaete
- Allolepis
- Alloteropsis
- Alopecurus
- Alvimia
- Ammochloa
- Ammophila
- Ampelodesmos
- Amphicarpum
- Amphipogon
- Anadelphia
- Ancistrachne
- Ancistragrostis
- Andropogon
- Andropterum
- Anisopogon
- Anomochloa
- Anthaenantiopsis
- Anthenantia
- Anthephora
- Anthochloa
- Anthoxanthum
- Antinoria
- Apera
- Aphanelytrum
- Apluda
- Apochiton
- Apoclada
- Apocopis
- Arberella
- Arctagrostis
- Arctodupontia
- Arctophila
- Aristida
- Arrhenatherum
- Arthragrostis
- Arthraxon
- Arthropogon
- Arthrostylidium
- Arundinaria
- Arundinella
- Arundo
- Arundoclaytonia
- Asthenochloa
- Astrebla
- Athroostachys
- Atractantha
- Aulonemia
- Austrochloris
- Austrofestuca
- Avena
- Axonopus

## B
- Bambusa
- Baptorhachis
- Beckmannia
- Bewsia
- Bhidea
- Blepharidachne
- Blepharoneuron
- Boissiera
- Bothriochloa
- Bouteloua
- Brachiaria
- Brachyachne
- Brachychloa
- Brachyelytrum
- Brachypodium
- Briza
- Bromofestuca
- Bromuniola
- Bromus
- Brylkinia
- Buchloe
- Buchlomimus
- Buergersiochloa

## C
- Calamagrostis
- Calammophila
- Calamovilfa
- Calderonella
- Calyptochloa
- Capillipedium
- Castellia
- Catabrosa
- Catalepis
- Catapodium
- Cathestecum
- Cenchrus
- Centotheca
- Centrochloa
- Centropodia
- Chaetium
- Chaetobromus
- Chaetopoa
- Chaetopogon
- Chamaeraphis
- Chandrasekharania
- Chasmanthium
- Chasmopodium
- Chevalierella
- Chikusichloa
- Chimonobambusa
- Chionachne
- Chionochloa
- Chloris
- Chlorocalymma
- Chondrosum
- Chrysochloa
- Chrysopogon
- Chusquea
- Cinna
- Cladoraphis
- Clausospicula
- Cleistachne
- Cleistochloa
- Coelachne
- Coelachyrum
- Coelorachis
- Coix
- Colanthelia
- Coleanthus
- Colpodium
- Cornucopiae
- Cortaderia
- Corynephorus
- Cottea
- Craspedorhachis
- Crinipes
- Crithopsis
- Crypsis
- Cryptochloa
- Ctenium
- Cutandia
- Cyathopus
- Cyclostachya
- Cymbopogon
- Cynochloris
- Cynodon
- Cynosurus
- Cyperochloa
- Cyphochlaena
- Cyrtococcum

## D
- Dactylis
- Dactyloctenium
- Daknopholis
- Danthonia
- Danthonidium
- Danthoniopsis
- Dasypyrum
- Decaryella
- Decaryochloa
- Dendrocalamus
- Deschampsia
- Desmazeria
- Desmostachya
- Diandrolyra
- Diarrhena
- Dichaetaria
- Dichanthium
- Dichelachne
- Dielsiochloa
- Digitaria
- Dignathia
- Diheteropogon
- Dilophotriche
- Dimeria
- Dinebra
- Dinochloa
- Diplopogon
- Dissanthelium
- Dissochondrus
- Distichlis
- Drake-Brockmania
- Dregeochloa
- Dryopoa
- Dupontia
- Duthiea

## E
- Eccoptocarpha
- Echinaria
- Echinochloa
- Echinolaena
- Echinopogon
- Ectrosia
- Ectrosiopsis
- Ehrharta
- Ekmanochloa
- Eleusine
- Elionurus
- Elyhordeum
- Elyleymus
- Elymandra
- Elymostachys
- Elymotriticum
- Elymus
- Elysitanion
- Elytrophorus
- Elytrostachys
- Enneapogon
- Enteropogon
- Entolasia
- Entoplocamia
- Eragrostiella
- Eragrostis
- Eremitis
- Eremocaulon
- Eremochloa
- Eremopoa
- Eremopyrum
- Eriachne
- Erianthecium
- Eriochloa
- Eriochrysis
- Erioneuron
- Euclasta
- Eulalia
- Eulaliopsis
- Eustachys
- Euthryptochloa
- Exotheca

## F
- Festuca
- Festulolium
- Festulpia
- Fingerhuthia
- Froesiochloa

## G
- Garnotia
- Gastridium
- Gaudinia
- Germainia
- Gigantochloa
- Gilgiochloa
- Glaziophyton
- Glyceria
- Glyphochloa
- Gouinia
- Graminidites (genre éteint ; Cf. Paleobiology Database (9 avril 2020)[2])
- Graphephorum
- Greslania
- Griffithsochloa
- Guaduella
- Gymnopogon
- Gynerium

## H
- Habrochloa
- Hackelochloa
- Hainardia
- Hainardiopholis
- Hakonechloa
- Halopyrum
- Harpachne
- Harpochloa
- Helictotrichon
- Hemarthria
- Hemisorghum
- Henrardia
- Heterachne
- Heteranthelium
- Heteranthoecia
- Heteropholis
- Heteropogon
- Hickelia
- Hierochloe
- Hilaria
- Hitchcockella
- Holcolemma
- Holcus
- Homolepis
- Homopholis
- Homozeugos
- Hordale
- Hordelymus
- Hordeum
- Hubbardia
- Hubbardochloa
- Humbertochloa
- Hydrothauma
- Hygrochloa
- Hygroryza
- Hylebates
- Hymenachne
- Hyparrhenia
- Hyperthelia
- Hypseochloa
- Hystrix

## I
- Ichnanthus
- Imperata
- Indocalamus
- Indopoa
- Indosasa
- Isachne
- Ischaemum
- Iseilema
- Ixophorus

## J
- Jansenella
- Jouvea

## K
- Kampochloa
- Kaokochloa
- Kengia
- Kerriochloa
- Koeleria

## L
- Lagurus
- Lamarckia
- Lamprothyrsus
- Lasiacis
- Lasiurus
- Lecomtella
- Leersia
- Leptagrostis
- Leptaspis
- Leptocarydion
- Leptochloa
- Leptocoryphium
- Leptothrium
- Lepturidium
- Lepturopetium
- Lepturus
- Leymopyron
- Leymostachys
- Leymotrix
- Leymus
- Libyella
- Limnas
- Limnodea
- Limnopoa
- Lindbergella
- Lintonia
- Lithachne
- Littledalea
- Loliolum
- Lolium
- Lophacme
- Lophatherum
- Lopholepis
- Lophopogon
- Loudetia
- Loudetiopsis
- Louisiella
- Loxodera
- Luziola
- Lycochloa
- Lycurus
- Lygeum

## M
- Maclurolyra
- Maltebrunia
- Manisuris
- Megalachne
- Megaloprotachne
- Megastachya
- Melanocenchris
- Melica
- Melinis
- Melocalamus
- Melocanna
- Merostachys
- Mesosetum
- Metcalfia
- Mibora
- Micraira
- Microbriza
- Microcalamus
- Microchloa
- Micropyropsis
- Micropyrum
- Microstegium
- Milium
- Miscanthus
- Mnesithea
- Mniochloa
- Molinia
- Monachather
- Monanthochloe
- Monelytrum
- Monocymbium
- Monodia
- Mosdenia
- Muhlenbergia
- Munroa
- Myriocladus
- Myriostachya

## N
- Narduroides
- Nardus
- Nassella
- Nastus
- Neesiochloa
- Nematopoa
- Neobouteloua
- Neostapfia
- Neostapfiella
- Nephelochloa
- Neurachne
- Neurolepis
- Neuropoa
- Neyraudia
- Notochloe

## O
- Ochlandra
- Ochthochloa
- Odontelytrum
- Odyssea
- Olmeca
- Olyra
- Ophiuros
- Opizia
- Oplismenopsis
- Oplismenus
- Orcuttia
- Oreobambos
- Oreochloa
- Orinus
- Oropetium
- Ortachne
- Orthoclada
- Oryticum
- Oryza
- Oryzidium
- Oryzopsis
- Otachyrium
- Ottochloa
- Oxychloris
- Oxyrhachis
- Oxytenanthera

## P
- Panicum
- Pappophorum
- Paractaenum
- Parafestuca
- Parahyparrhenia
- Paraneurachne
- Parapholis
- Paratheria
- Pariana
- Parodiolyra
- Paspalidium
- Paspalum
- Pennisetum
- Pentameris
- Pentapogon
- Pentarrhaphis
- Pentaschistis
- Pereilema
- Periballia
- Perotis
- Perrierbambus
- Peyritschia
- Phacelurus
- Phaenanthoecium
- Phaenosperma
- Phalaris
- Pharus
- Pheidochloa
- Phippsia
- Phleum
- Pholiurus
- Phragmites
- Phyllorachis
- Phyllostachys
- Piptochaetium
- Piptophyllum
- Piresia
- Plagiantha
- Plagiosetum
- Plectrachne
- Pleuropogon
- Plinthanthesis
- Poa
- Poagrostis
- Podophorus
- Poecilostachys
- Pogonachne
- Pogonarthria
- Pogonatherum
- Pogonochloa
- Pogononeura
- Pohlidium
- Polevansia
- Polypogon
- Polytoca
- Polytrias
- Pommereulla
- Porteresia
- Potamophila
- Pringleochloa
- Prionanthium
- Prosphytochloa
- Psammagrostis
- Psammochloa
- Psathyrostachys
- Pseudanthistiria
- Pseudechinolaena
- Pseudochaetochloa
- Pseudocoix
- Pseudodanthonia
- Pseudodichanthium
- Pseudopentameris
- Pseudoraphis
- Pseudosasa
- Pseudosorghum
- Pseudozoysia
- Psilolemma
- Psilurus
- Puccinellia
- Pucciphippsia
- Puelia
- Pyrrhanthera

## R
- Racemobambos
- Raddia
- Raddiella
- Ratzeburgia
- Redfieldia
- Reederochloa
- Rehia
- Reimarochloa
- Reitzia
- Relchela
- Reynaudia
- Rhipidocladum
- Rhizocephalus
- Rhombolytrum
- Rhynchoryza
- Rhytachne
- Richardsiella
- Rostraria
- Rottboellia
- Rytidosperma

## S
- Saccharum
- Sacciolepis
- Sartidia
- Sasa
- Schaffnerella
- Schedonnardus
- Schismus
- Schizachne
- Schizachyrium
- Schizostachyum
- Schmidtia
- Schoenefeldia
- Sclerachne
- Sclerochloa
- Sclerodactylon
- Scleropogon
- Scolochloa
- Scribneria
- Scutachne
- Secale
- Sehima
- Semiarundinaria
- Sesleria
- Setaria
- Setariopsis
- Shibataea
- Silentvalleya
- Simplicia
- Sinarundinaria
- Sinobambusa
- Sitanion
- Sitordeum
- Snowdenia
- Soderstromia
- Sohnsia
- Sorghastrum
- Sorghum
- Spartina
- Spartochloa
- Spathia
- Sphaerobambos
- Sphaerocaryum
- Spheneria
- Sphenopholis
- Sphenopus
- Spinifex
- Spodiopogon
- Sporobolus
- Steinchisma
- Steirachne
- Stenotaphrum
- Stephanachne
- Stereochlaena
- Steyermarkochloa
- Stipa
- Stipagrostis
- Stiporyzopsis
- Streblochaete
- Streptochaeta
- Streptogyna
- Streptolophus
- Streptostachys
- Styppeiochloa
- Sucrea
- Suddia
- Swallenia
- Symplectrodia

## T
- Taeniatherum
- Tarigidia
- Tatianyx
- Tetrachaete
- Tetrachne
- Tetrapogon
- Thamnocalamus
- Thaumastochloa
- Thelepogon
- Themeda
- Thrasya
- Thrasyopsis
- Thuarea
- Thyridachne
- Thyridolepis
- Thyrsostachys
- Thysanolaena
- Torreyochloa
- Tovarochloa
- Trachypogon
- Trachys
- Tragus
- Tribolium
- Trichloris
- Tricholaena
- Trichoneura
- Trichopteryx
- Tridens
- Trikeraia
- Trilobachne
- Triniochloa
- Triodia
- Triplachne
- Triplasis
- Triplopogon
- Tripogon
- Tripsacum
- Triraphis
- Triscenia
- Trisetaria
- Trisetokoeleria
- Trisetum
- Tristachya
- Triticosecale
- Triticum
- Tritordeum
- Tuctoria

## U
- Uniola
- Uranthoecium
- Urelytrum
- Urochlaena
- Urochloa
- Urochondra

## V
- Vaseyochloa
- Ventenata
- Vetiveria
- Vietnamosasa
- Viguierella
- Vossia
- Vulpia
- Vulpiella

## W
- Wangenheimia
- Whiteochloa
- Willkommia

## X
- Xerochloa

## Y
- Yakirra
- Yvesia

## Z
- Zea
- Zenkeria
- Zeugites
- Zingeria
- Zizania
- Zizaniopsis
- Zonotriche
- Zotovia
- Zoysia
- Zygochloa